# Philipp Hirschfeld
Philipp Martin Hirschfeld (* 1. Oktober 1840 in Königsberg; † 4. Oktober 1896 in Wannsee) war ein deutscher Schachspieler und -theoretiker.
Hirschfeld stammte aus begüterten Verhältnissen und erlernte das Schachspiel bereits in seiner Kindheit in Königsberg. Als er 1859 zum Studium nach Berlin zog, war er bereits ein sehr starker Spieler und Theoretiker, der in die Redaktion der Deutschen Schachzeitung aufgenommen wurde, wo er Analysen zur Eröffnungstheorie publizierte. In seine Berliner Zeit fallen Wettkämpfe gegen Carl Mayet und Berthold Suhle (1860) sowie gegen Adolf Anderssen (+10 =5 −14) und Gustav Richard Neumann (1861).
Im Jahre 1863 beendete Hirschfeld sein Studium und trat in das Geschäft des Vaters ein. Er gründete in London die Königsberger Thee-Gesellschaft, die Zweigstellen in Königsberg, Moskau und China unterhielt. Hirschfeld, dem sein Beruf keine Zeit zu internationalen Turnieren ließ, lernte auf seinen Geschäftsreisen die besten Spieler seiner Zeit kennen, mit denen er gelegentlich Wettkämpfe bestritt. 1864 spielte er in Paris 4-4 (+4 =0 −4) gegen Ignaz von Kolisch, 1866 unterlag er in Moskau Sergei Urussow mit 2-3 (+1 =2 −2). Von Hirschfeld sind einzelne Partien u. a. gegen Wilhelm Steinitz, Johann Jacob Löwenthal, Bernhard Horwitz und Cecil De Vere erhalten. 1873 nahm er seinen ständigen Wohnsitz in London, wo er häufiger Spiel- und Analysepartner von Johannes Hermann Zukertort war. Seit dieser Zeit verlebte er regelmäßig einige Monate im Jahr in Berlin. Er starb 1896 in Wannsee.
Seine beste historische Elo-Zahl betrug 2600. Diese erreichte er im Oktober 1864. In den Jahren zwischen 1862 und 1866 lag er zeitweilig auf Platz 4 der Weltrangliste.